# Talaifacene
Talaifacene là một đô thị thuộc tỉnh Sétif, Algérie. Dân số thời điểm năm 2002 là 17.555 người.